# Reinhold Ebertin
Reinhold Ebertin (16 januari 1901 - 14 maart 1988) was een Duitse astroloog. 
Reinhold Ebertin was een zoon van de astrologe Elsbeth Ebertin. Aanvankelijk werkte Ebertin volgens de methode van de Hamburger Schule. 
Vanaf de jaren dertig van de twintigste eeuw ontwikkelde hij een eigen systeem dat bekend werd als Kosmobiologie.
Deze stroming was met name in Duitsland erg populair.
Ebertin schreef een groot aantal boeken. Zijn Kombination der Gestirneinflüsse (vaak afgekort tot KdG) is een standaardwerk van de Kosmobiologie.
Ebertin streefde ernaar een methodische grondslag te bieden voor de astrologie. Tussen zijn methode (De Kosmobiologie) en de klassieke astrologie bestaan grote verschillen.

## Leven en werk
Ebertins wetenschappelijk bedoelde benadering van astrologie kenmerkt zich door het gebruik van de zogenaamde midpunten in de horoscoop, waarmee hij het werk van Alfred Witte van de Hamburger Schule navolgde. Deze had al in 1928 een boek gepubliceerd met de titel 'Regelwerk für Planetenbilder', waarin hij deze techniek beschreef. Midpunten zijn eigenlijk wiskundige berekeningen van posities die je verkrijgt bij het optellen en aftrekken van twee of meerdere planeten in de horoscoop. Zo zal het midpunt van Mars op 20 graden Ram en Venus op 20 graden Weegschaal precies in het 'midden' vallen, dat wil zeggen op 20 graden Kreeft en op 20 graden Steenbok. Speciaal voor deze techniek ontwikkelde Ebertin zijn horoscoopwielen van onder meer 90 graden (meest gebruikt). Op die manier is snel af te lezen welke 'planetenclusters' er samenwerken. Behalve dat 90 graden wiel waren er ook andere hulpmiddelen zoals het 45 graden wiel en soortgelijke, waarbij telkens andere 'harmonics' werden gevisualiseerd. Na de dood van Witte maakte Ebertin gebruik van diens uitgebreide experimenteel onderzoek en breidde het systeem verder uit en hij werd ook een van de meest vooraanstaande promotors voor astrologische research op basis van statistieken. Zijn astrologische technieken wendde hij in de eerste plaats voorspellend aan, en verder hield hij zich ook intensief bezig met medische astrologie.

## Belangrijkste werk
- Kombination der Gestirneinflüsse (De Combinatie van Planeetinvloeden), Ebertin-Verlag, Aalen 1972. Dit boek wordt door Engelse astrologen kortweg 'COSI' genoemd (Combination of Stellar Influences) en wordt beschouwd als een standaardwerk van de astrologie.
- Einführung in dei Kosmobiologie, 5.Auflage, Freiburg im Breisgau 1984.
- Angewandte Kosmobiologie, Freiburg im Breisgau 1986.
- Das Schicksal in meiner Hand – Autobiographie, Aalen 1975.
- Geschichte der Astrologie, Wilhelm Knappich, Frankfurt 1967